# Земля Александры
Земля Александры — остров архипелага Земля Франца-Иосифа. Административно входит в состав Приморского района Архангельской области России. Находится на территории государственного природного заказника федерального значения «Земля Франца-Иосифа».
На северо-востоке острова находится полуостров Полярных Лётчиков. Высшая точка острова — ледяной купол Лунный — 382 метра. Высшая точка не покрытой льдом суши — 68 метров.
На острове находились:
- Гидрометеорологическая полярная станция «Нагурская» Госкомгидромета СССР — восточнее холма Приметного, 31 м над уровнем моря (закрыта в 1991 году).
- Вспомогательный аэродром «Нагурское» Оперативной Группы Арктики (ОГА) Дальней авиации СССР (был закрыт и использовался как взлётно-посадочная площадка авиации пограничной службы ФСБ России).

На острове с 1981 года расположена погранзастава «Нагурская». С мая 2007 года — база пограничной службы ФСБ России «Нагурская» 80°48′38″ с. ш. 47°39′01″ в. д..
В 2008 году инфраструктура полярной станции была обновлена, в составе нового городка для пограничников были построены административно-жилой корпус площадью 5000 м², гараж, энергоблок, склад ГСМ, сооружения водоснабжения и канализации.
В 2007 году на острове было начато строительство военной базы Арктический трилистник, закончено в 2020 году. С 2014 года на территории базы дислоцируется подразделение противовоздушной обороны Северного флота России.
Аэродром «Нагурское» вошёл в число 13 аэродромов, которые восстановлены для использования в связи с созданием 1 декабря 2014 года Объединённого стратегического командования «Север».

## История
Остров был открыт экспедицией англичанина Бенджамина Ли Смита и назван в честь королевы Александры Датской. Гидрометеорологическая станция, аэродром, а в прошлом и 31-я отдельная радиолокационная рота были названы в честь лётчика Яна Нагурского.
Бухта Курникова названа по фамилии полярного гидрографа Ивана Дмитриевича Курникова (1913—1950).
Во время Великой Отечественной войны в западной части острова действовала немецкая метеостанция, названная «Кладоискатель», а также база отстоя и дозаправки подводных лодок. Метеостанция была открыта в рамках проекта под кодовым названием «Вундерланд» («Страна чудес») в 1943 году и проработала вплоть до июля 1944 года. Радиометеостанция размещалась в капитальных домах-блиндажах с двойными стенами, плексигласовыми окнами, с замаскированными под снег белыми крышами.
Илья Павлович Мазурук вспоминал о том, как обнаружил немецкую метеостанцию, а после войны выбрал это место для арктической авиабазы:

Прибегает однажды радист: «В бухте Тихой на ЗФИ запеленгована неизвестная радиостанция». Что за чёрт, откуда?! Я год там жил, когда дежурил в период папанинского дрейфа, всё облазил, не должно там быть никого. Подготовили мне самолёт СБ, полетел. Побродил над островами. Гляжу, в одной из бухт Земли Александры фашисты хозяйничают. Палатки стоят, временные домики, радиостанция развёрнута, а на воде — подводная лодка болтается. Базу, видишь ли, соорудили. Засекли они мой СБ и ударили из всех огневых средств. В мотор попали, управление заклинило. Пришлось уходить в сторону. Дотянул я до одной знакомой косы, сел, не выпуская шасси. Радиостанция цела, передал, что со мной случилось. А вскоре Сырокваша за мной на гидросамолёте прилетел. Вот об этом подбитом СБ и стих Валерия Кравца.
Наши быстро до той базы добрались, расстреляли. Фашисты ушли. Хотя, судя по всему, собирались окопаться на Земле Александры надолго. Когда мы туда прилетели, добра немало обнаружили. На льду стояли прикрытые брезентом и железной сеткой от медведей ящики с оружием, боеприпасами, продуктами, в домике — запасы тёплой одежды, автоматы…
После войны, когда я уже был начальником Полярной авиации, надо было нам Арктику обживать всерьёз и надолго. Строились новые аэропорты, взлётные полосы. Рабочая необходимость заставила вспомнить ту косу, на которой я свой СБ оставил. Прикинули — можно свою авиабазу здесь создать. Первым её начальником стал молодой лётчик Курочкин. Мебель я туда на самолёте возил. А базу по моему предложению назвали Нагурской. В честь офицера российской службы Яна Нагурского. Это был удивительный человек. Лётчик с большой буквы. Он нас всех в Арктику позвал. Чухновского, Водопьянова, Алексеева, Молокова, меня, всех…
— Кравченко Е. Д., Карпий В. М. С Антарктидой — только на «Вы»: Записки лётчика Полярной авиации.
В 1981 году была введена в строй пограничная застава «Нагурская».
В 1980-х годах посёлок объединял полярную станцию «Нагурская» и несколько военных и научных городков (пограничная застава, комендатура, часть ПВО СССР (в/ч 03184) и др.). В 1990-е годы большинство объектов было закрыто.
На острове проведена реконструкция круглогодичной взлётной полосы, длина доведена до 3500 м и она может принимать любые современные самолеты . Размещены звено истребителей и два топливозаправщика Ил-78. Закончено строительство административно-бытового комплекса Арктический трилистник замкнутого цикла площадью 14 000 м². Строительство планировалось завершить в 2016 году. В декабре 2020 года министр обороны России сообщил о полном завершении обустройства комплекса. Информационное агентство «Регион 29» (22 декабря 2020).

### Купола и ледники
Бо́льшая часть территории покрыта двумя ледниковыми куполами: Лунным и Кропоткина. Крупнейшие ледники Лунного купола — ледник Вустер, Норденшельда и Пайера.

## Озёра
На свободной от ледяных куполов территории множество озёр. Из них крупнейшие Утиное и Ледяное.

## Прилегающая акватория
Остров омывается Баренцевым морем.

### Проливы
Между полуостровом Полярных Лётчиков и полуостровом Армитидж проходит Архангельский пролив. Южнее Архангельского пролива находится пролив Кембридж, омывающий южную часть острова.

### Бухты и заливы Земли Александры
Перечисление от крайней западной точки по часовой стрелке:
- Бухта Отмелая
- Бухта Зверобоев
- Бухта Топографов (между мысом Мелехова и западным берегом полуострова Полярных Лётчиков[11])
- Залив Дежнёва
  - Бухта Северная
  - Бухта Островная
- Залив Вейпрехта
- Залив Норденшельда

## Мысы Земли Александры
Перечисление от крайней западной точки по часовой стрелке:
- мыс Мэри-Хармсуорт
- мыс Нимрод
- мыс Стрелка
- мыс Нагурского
- мыс Заманчивый
- мыс Томаса
- мыс Мелехова
- мыс Двойной
- мыс Бабушкина
- мыс Ледяной
- мыс Абросимова
- мыс Палец
- мыс Лудлова
- мыс Лофли

## Ближайшие острова
Малые:
- Льдинка
- Нерпа

Крупные
- Земля Георга

## Фотографии
- Станция Нагурское и взлётно-посадочная полоса с воздуха. Архивировано из оригинала 25 августа 2017 года.
- Станция вблизи. Архивировано из оригинала 2 июля 2017 года.
- Шеврон к всплытию 26 марта 2021 г. Знак_Земля_Александры, арт-дизайнер Игорь Петров.
- Terra_Alexandra_арт-дизайнер Игорь Петров.  .